# Édouard de Castelnau
Édouard de Castelnau, francoski general in politik, * 24. december 1851, Saint-Affrique,  † 19. marec 1944, Montastruc-la-Conseillère.

## Življenjepis
Med letoma 1912 in 1914 je bil načelnik štaba maršala Joffreja; pomagal je izdelati strateški Načrt XVII za ponovno zavzetje Alzacije in Lorene. Leta 1914 je postal poveljnik Centralne armadne skupine, nato pa se je naslednje leto ponovno vrnil na predhodni položaj načelnik štaba maršala Joffreja. Na tem položaju je ostal samo do leta 1916, ko je bil upokojen. Potem, ko je bil Robert Nivelle razrešen in ga je zamenjal Philippe Pétain, je bil Castelnau reaktiviran in imenovan za poveljnika Vzhodne armadne skupine.